# Глобинський свинокомплекс
ТОВ НВП «Глобинський свинокомплекс» — підприємство галузі тваринництва України, яке займається вирощуванням сировини для м'ясної промисловості.

## Історія та діяльність
Підприємство галузі свинарства розпочало свою діяльність у 2006 році, з кількістю співробітників близько 700 по Полтавській області.
Входить до групи компаній «Глобино» та розвиває якісно новий напрямок роботи корпорації. Впродовж 10 років фахівці «Глобинського свинокомплексу» підтримують сталий розвиток підприємства користуючись як вітчизняним так і закордонним досвідом.
На свинокомплексі ведеться дотримання стандартів вирощування поголів'я без використання хімічних стимуляторів росту для тварин. Досвід свинокомплексу засвідчив, що найкращих результатів у загальній схемі виробництва можна досягти при замкнутому циклі існування і відтворення свиней з власним виробництвом кормів.

## Керівництво
- Старобор Василь Васильович — директор ТОВ НВП «Глобинський свинокомплекс».

## Виробництво та обладнання
«Глобинський свинокомплекс» – підприємство з найбільш високими темпами розвитку в складі групи компаній «Глобино» для якого проектно-будівельне об’єднання «Дніпро» (корпорація «Глобино») споруджує нові об’єкти, нарощуючи виробничі потужності підприємства.
Тваринницькі площі свинокомплексу мають два корпуси зі встановленим обладнанням польської фірми «Полнет» (кормові лінії і кормові автомати).
Для роботи підприємства реконструйовано та введено в експлуатацію 17 тваринницьких приміщень, завершується реконструкція приміщень на відгодівельних комплексах.
Наявність власних зерносховищ дозволяє виробляти багатокомпонентний натуральний корм, який застосовується у раціоні тварин. На території репродуктивного комплексу побудований елеватор, на якому здійснюються приймання, очищення і сушіння зерна. Для зберігання зерна в польської компанії «БІН» було закуплено та змонтовано 6 зерносховищ на 9000 тонн зерна.

## Поголів'я
Товарний комплекс на 5000 свиноматок в місяць виробляє до 850 тонн свинини в живій вазі. Середньодобовий приріст на відгодівлі становить 770 – 800 г, конверсія корму по комплексу – 2,8–2,9 кг, загальна зі свиноматками – 3,2 – 3,4 кг корму на 1 кг приросту. Багатоплідність свиноматок виросла з 9,5 поросят до 14. Комплекс працює за тижневою циклограмою, маючи прогноз м’ясоздачі потижнево на кілька місяців вперед.
Селекційно-племінний комплекс на 1400 свиноматок не має аналогів в Україні за ветеринарним статусом і за системою біозахисту.
Персонал працює вахтовим методом (по 2 тижні). На території знаходиться гуртожиток зі всіма зручностями. Для забезпечення високої технологічності на підприємстві використовується сучасне європейське обладнання.

### Племінний молодняк
Племінний молодняк закуповується на підприємстві «Хермітейдж Дженетікс» в Ірландії, яке практично позбавлено багатьох свинячих патогенів і відрізняється високим ветеринарним статусом. Для отримання напівкровних батьківських свинок F1 підприємство придбало висококласних свинок і кнурів породи ландрас і великої білої, що дозволило отримувати по 13,5 життєздатних поросят від однієї матки. Свиноматки племінного ядра дають по 14 – 15 поросят за один опорос.

### Статус підприємства
Свинокомплексу присвоєно статус «племпідприємство», що дозволяє пропонувати спермопродукцію європейської якості свинарям України від висококласних термінальних кнурів, кнурів ландрас і великої білої ірландської селекції.
У 2012 році свинокомплексу присвоєно статуси племінного заводу по породі ландрас і племінного репродуктора по породі велика біла. У господарстві ремсвинки показують високий відсоток довільного приходу в ранньому віці (починаючи з 5–ти місяців), а відсоток заплідненості досягає 92 – 93% при середньому багатоплідді і при першому опоросі 11 поросят.
У вересні 2012 року було запушено додатковий товарний комплекс на 5000 свиноматок. Для збереження високого ветеринарного статусу, комплекс розміщено на 4-х майданчиках: репродуктор, два майданчики дорощування на 11 тисяч поросят кожний і відгодівельний цех на 44 тисячі місць з рідким годуванням. Репродуктор укомплектовується ремонтним молодняком, який вирощено на селекційно-племінному комплексі, з нього планується щотижня знімати з відгодівлі по 2500 голів свиней вагою 105 – 110 кг.